# Château d'Ars (Indre)
Pour les articles homonymes, voir Château d'Ars et Ars.
Le château d'Ars est situé à Lourouer-Saint-Laurent, commune du département de l'Indre et de la région Centre-Val de Loire.

## Historique
Le château d'Ars date du XIVe siècle, et est remanié au XVIe siècle. Les origines du château sont encore aujourd’hui inconnues. On ne connaît pas la date exacte de  sa construction, sans doute dans le courant du XIVe siècle, ni ses premiers propriétaires. Les premières sources remontent au début du XVe siècle.
Vers 1405, un Perrin de Bourges (arrière-grand-père de Louis d'Ars, le plus connu des propriétaires du château), probablement lui-même fils de Perrin de Bourges et de Jeanne de Boisvilliers, épouse Marguerite d'Ars. Ils ont trois enfants : un fils nommé Perrin II (alias Pierre) comme son père, et deux filles. Marguerite d'Ars descend sans doute elle-même de Geofroy d'Ars qu'on trouve signalé en 1292 parmi les vassaux du seigneur de La Châtre. C'est elle qui apporte dans la famille de Bourges la seigneurie d'Ars.
En 1435, Perrin II de Bourges (alias Pierre, grand-père de Louis) est seigneur d'Ars. Il se marie avec Philippe de la Celle, dame de Montlevic, vers 1440. Elle est veuve pour la seconde fois en 1471. Ils ont trois fils, Perrin de Bourges dit des Âges, Hélyon d'Ars et Jacques d'Ars qui mourut sans postérité.
Perrin de Bourges dit des Âges (père de Louis), et Françoise de Villelume ont quatre enfants : Louis d’Ars, né vers 1465, et Marguerite, Gabrielle, et Florentine.
Le jeune Louis d’Ars apprend le métier des armes et devient capitaine de cent hommes d’armes puis longtemps lieutenant de la compagnie d'ordonnance du roi Charles commandée par Louis de Luxembourg, comte de Ligny. Il se distingue dans les guerres d'Italie, depuis 1493 à 1512, sous Charles VIII puis sous Louis XII. Il a sous ses ordres le Chevalier Bayard, et Jacques II de Chabannes, plus connu sous le nom de Jacques II de Chabannes de La Palice.
Louis XII récompense Louis d’Ars en érigeant la terre d’Ars en marquisat puis François Ier le fait duc de Terme par acte du 29 juillet 1516. Il accumule les titres. Dans une quittance de 1526, Louis d'Ars se qualifie: duc de Terme, comte de Vauguyère (Voghera, entre Pavie et Alexandria, Italie) et de La Girolle (Girola sur le lac de Côme, Italie)  « duc de Trèsmes, marquis d'Ars, comte de Vauguyères et de la Girolles, conseiller et chambellan ordinaire du roi, et capitaine de 48 lances fournies des ordonnances du roi ». Il est décédé vers 1530. La seigneurie d'Ars, « avec forteresse, granges et garennes » revient à sa sœur aînée Marguerite d'Ars, veuve de Jean de Confolens. Elle le vend quelques années plus tard à Marguerite Douerou, veuve de Jean de la Forest.
La fille de Marguerite, Anne de la Forest, et son époux Pierre de Chamborant, seigneur de Montgivray et baron de Neuvy-Saint-Sépulcre deviennent propriétaires en 1584 ; ils poursuivent les travaux de modernisation, et notamment achèvent la façade. Le château est dans l'héritage de leur fille Marguerite, épouse de René Ysoré, baron d'Hervault et de Pleumartin. Ces derniers perdent le château, qui a été saisi sur ordre du prince de Condé. Plusieurs propriétaires se succèdent et, en 1727, l'acquéreur est un bourgeois de Paris, Joseph Hermet. À la suite d'un meurtre, Hermet est exproprié et, en 1755, le château est adjugé à Jean-Jérôme Bardon, écuyer, secrétaire du roi, receveur des gabelles au grenier à sel de La Châtre, qui crée le parc, remet le château en état et agrandit le domaine.
Jean-Baptiste Papet et son frère Jacques étaient fermiers à Sarzay, en 1780. Les deux frères acquièrent pour 175 000 livres, vers 1782, le château d'Ars, auprès de la succession de Jean-Jérôme Bardon. À la mort de Gustave Papet, petit-fils de Jean-Baptiste Papet, en 1892, le château passe à la famille de sa fille et de son gendre, Philippe Baucheron de Lécherolles. En 1926, le château est vendu.

## Le château et George Sand
Jean-Baptiste Papet est le grand-père de Gustave Papet, ami de George Sand, né le 22 février 1812 au château d'Ars. Médecin fortuné et ami de George Sand, il fut le premier médecin appelé à Nohant au chevet de Frédéric Chopin, lors du retour de Majorque du musicien au printemps 1839.
George Sand a situé au château quelques scènes de son roman Les beaux messieurs de Bois-Doré. Par ailleurs, elle écrit :
« 
En remontant la Rochaille, j'ai pris par habitude le chemin de Nohant. Un instant j'ai oublié où j'allais ; je voyais devant moi cette route qui monte en terrasse, et au sommet les tourelles blanches et la garenne de notre chevaleresque voisin, de notre loyal ami le châtelain d'Ars. Derrière cette colline, je ne voyais pas, mais je pressentais mon toit, les murs amis de mon enfance, les noyers de mon jardin, les cyprès de mes morts chéris. Je marchais vite et d’un pied léger ; j’allais comme dans un rêve, m’étonnant de ma longue absence, me hâtant d’arriver…  »
— Lettres d’un voyageur, lettre IX, Pléiade II, 874

## Le château actuel
Le château est inscrit à l'inventaire des monuments historiques depuis le 24 avril 1926. Après avoir été le dépôt d'archives pour une grande entreprise industrielle, il est depuis 1980 la propriété de la ville de La Châtre.
Des expositions y ont lieu comme :
- en 2010 une exposition « Chopin en Berry »[5].
- en 2011, du 1er mai au 25 septembre, une exposition sur le sculpteur Ernest Nivet, élève de Rodin, intitulée « Ernest Nivet : de l’atelier de Rodin au Berry »  [6].

Le Château d'Ars Centre du romantisme est une association déclarée qui a pour vocation de promouvoir des expositions, des recherches et des rencontres. Elle publie une lettre d'information trimestrielle intitulée Lettre d'Ars.
Le parc est le lieu de manifestations régulières comme :
- Le festival Le Son continu en juillet,
- Le Motocoeur (rassemblement de motos pour venir en aide à des personnes handicapés) le second week-end Août[8].

Le château d'Ars est proposé à la location pour des événements privés, des séminaires, des festivals.

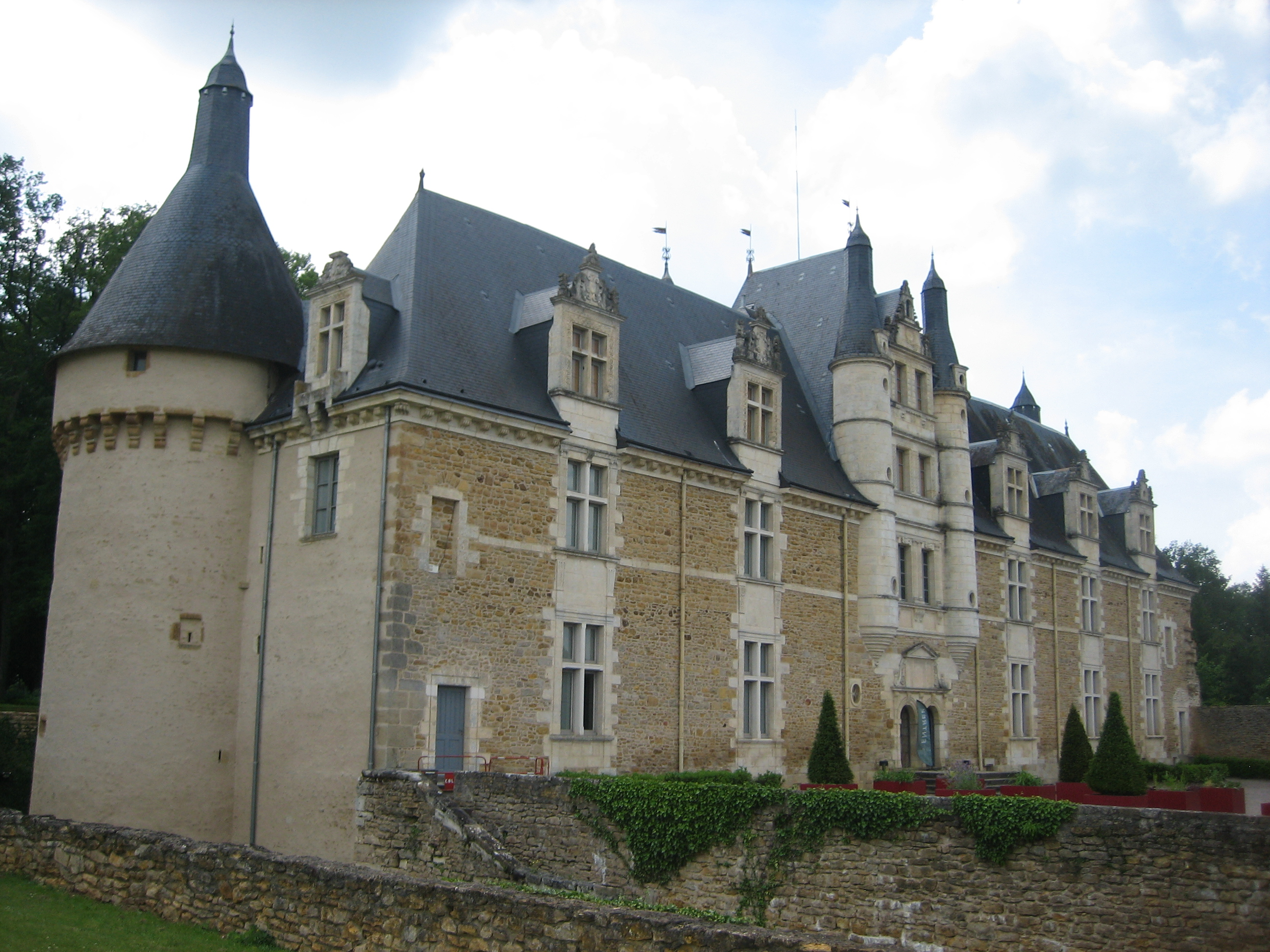
Façade, vue du sud-est
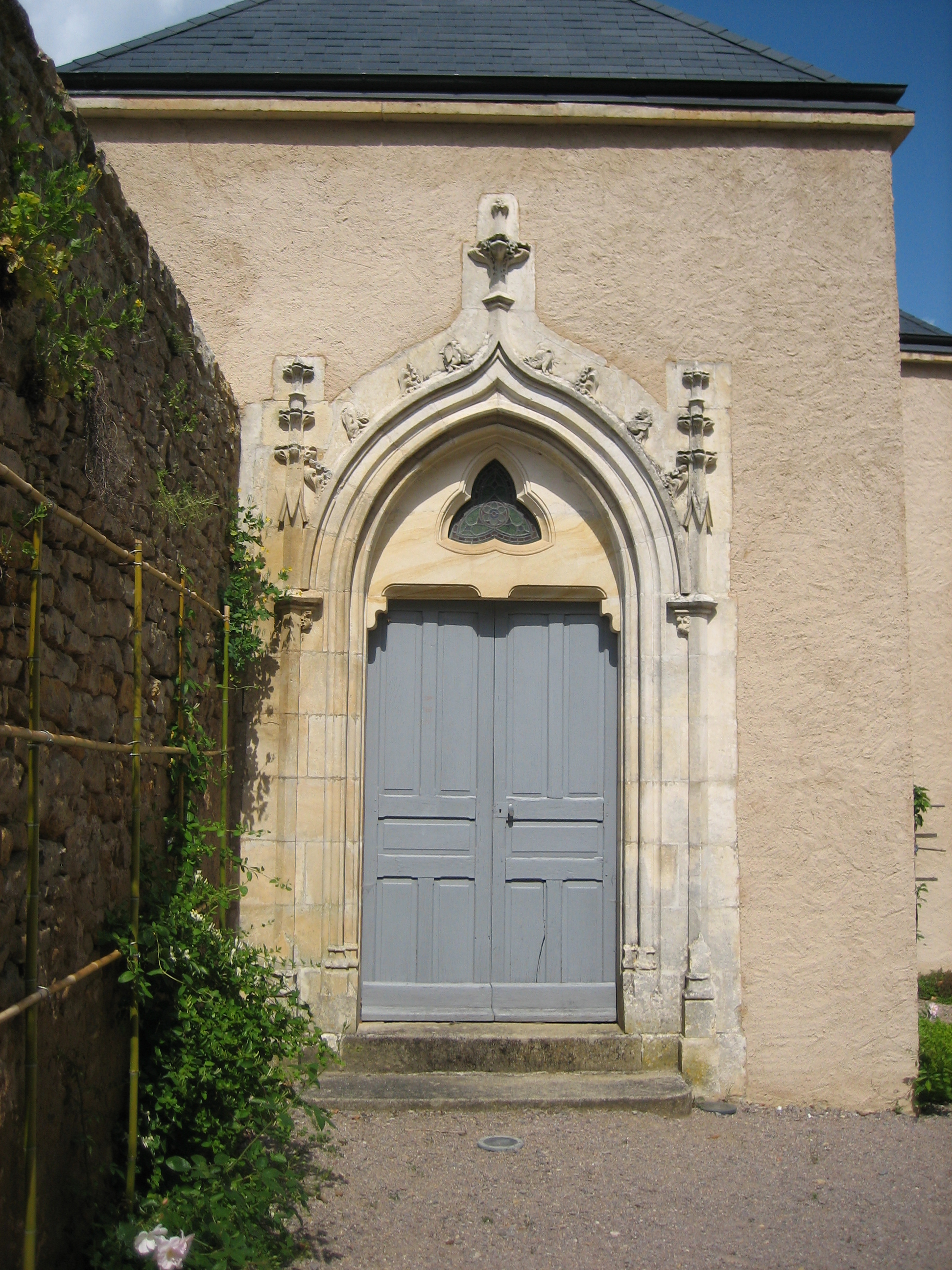
Porte d'entrée de la chapelle
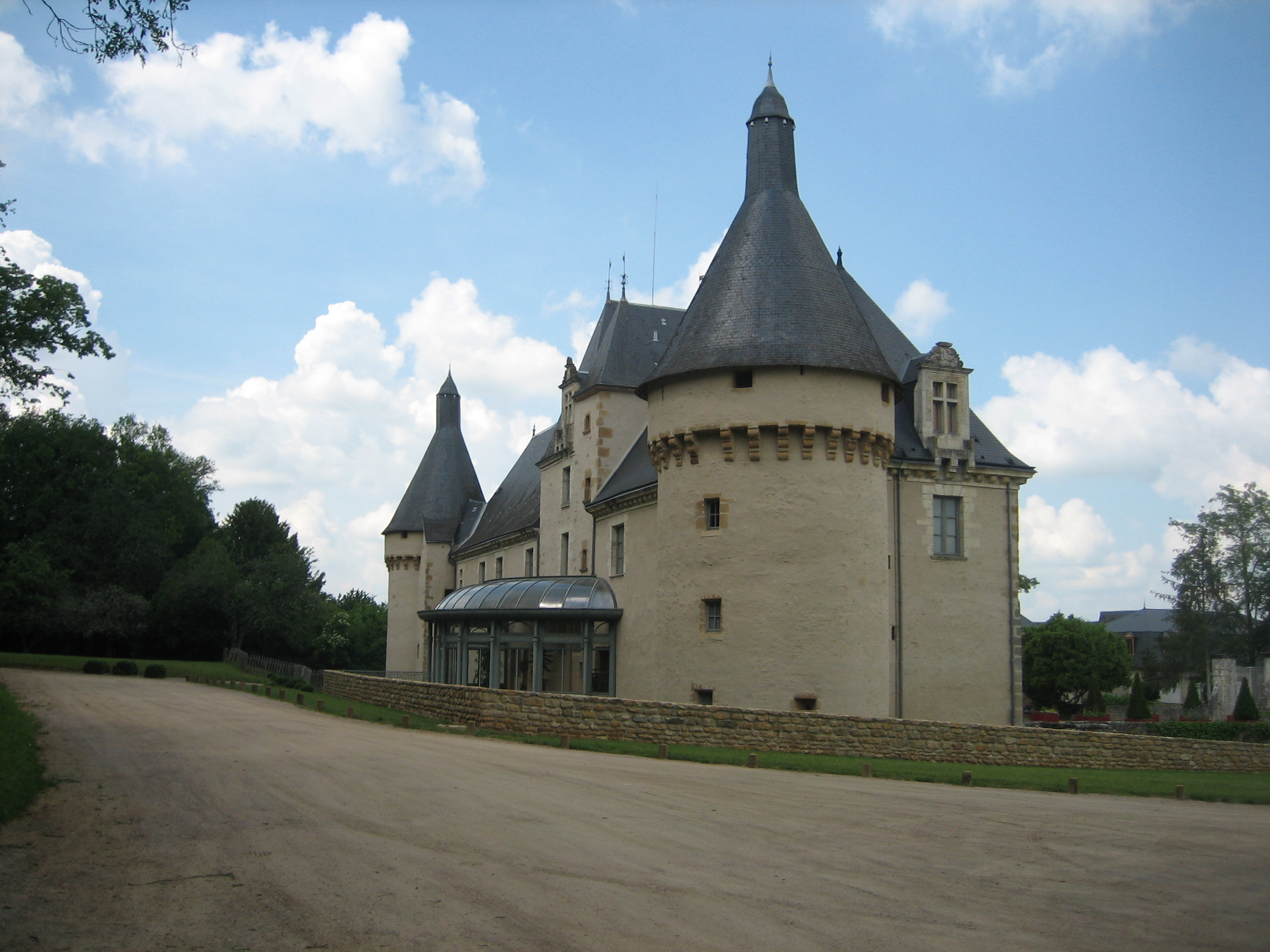
Une des tours d'angle
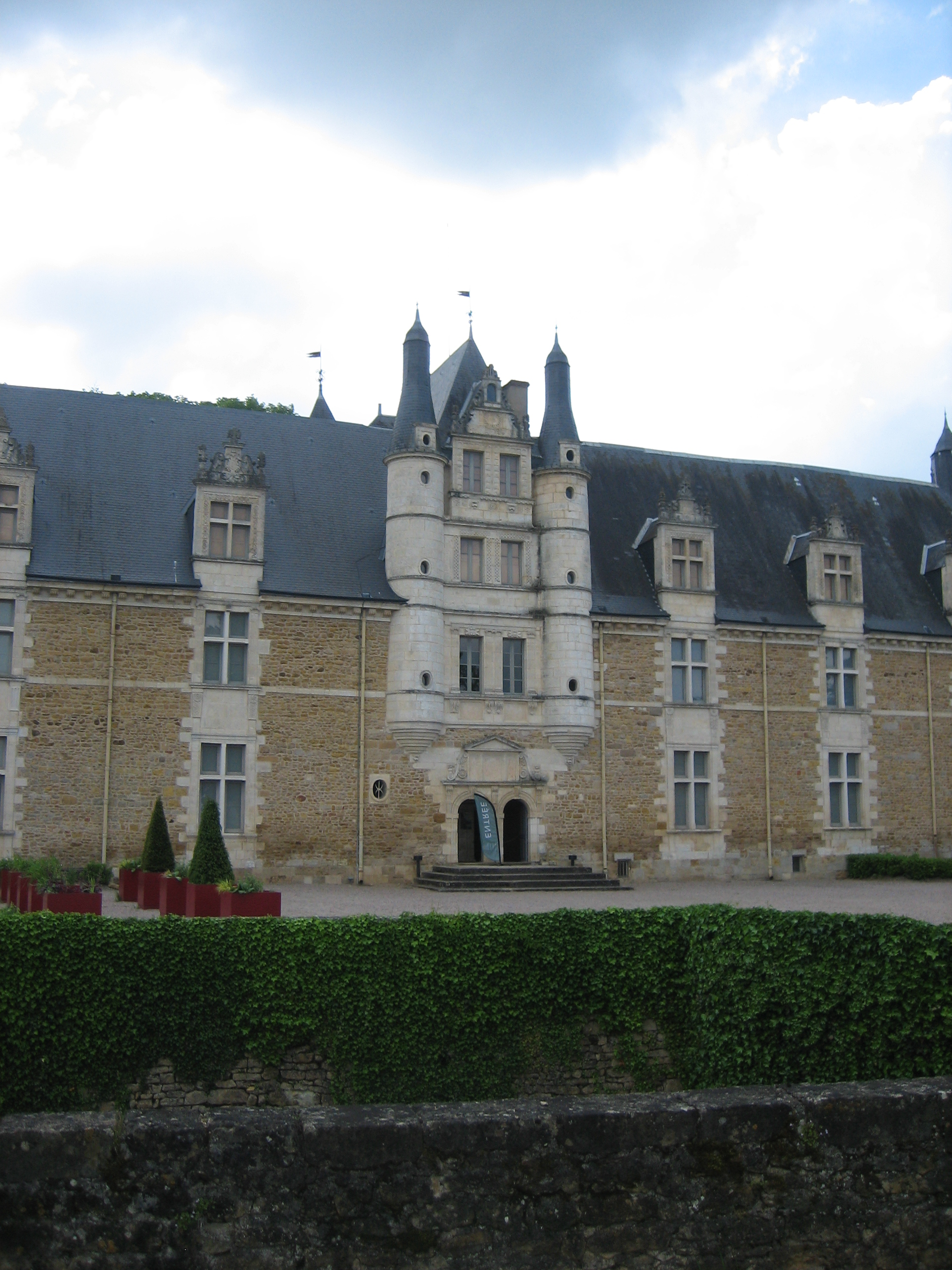
L'entrée, la partie la plus récente
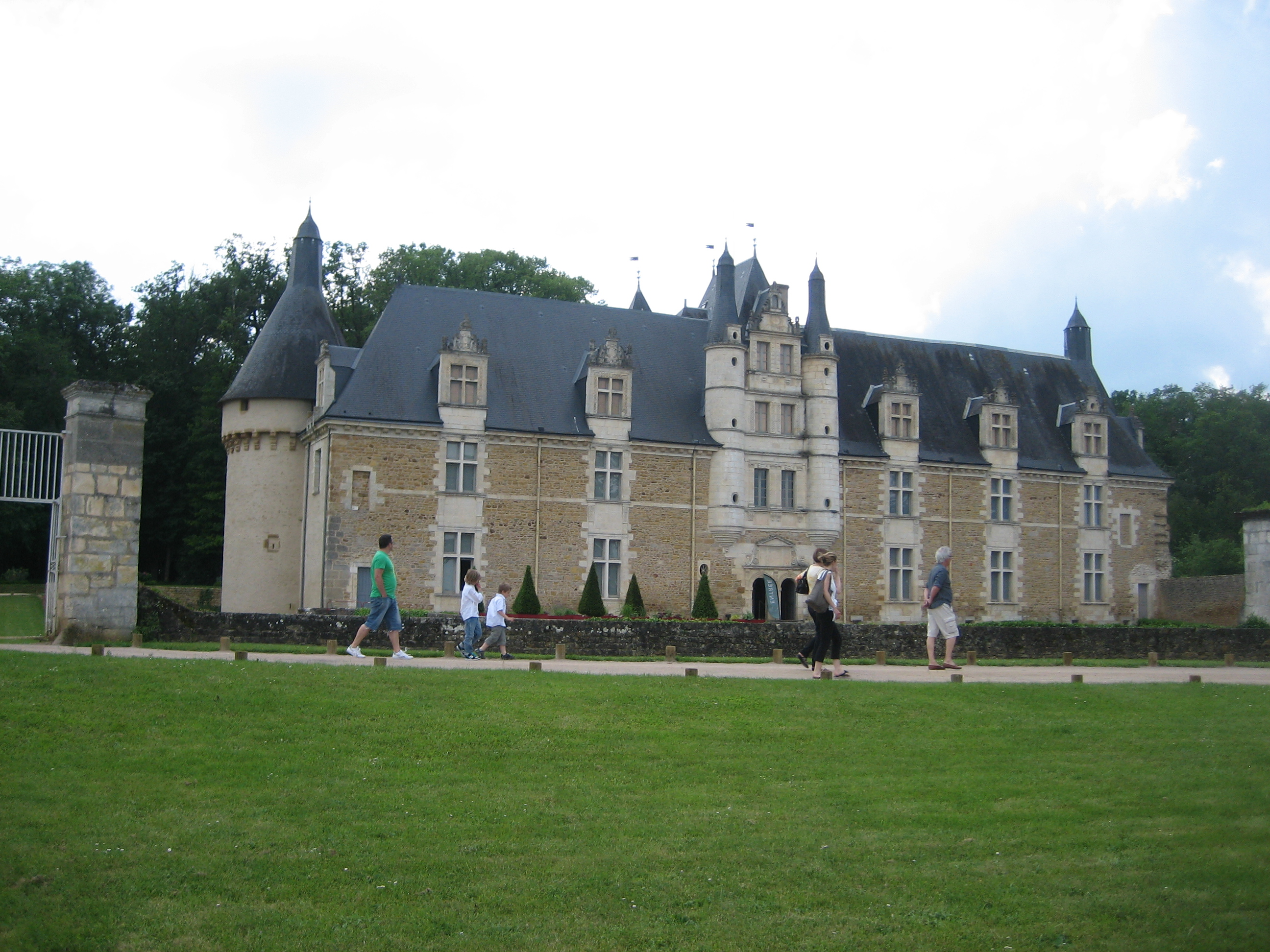
Façade, vue du sud